# Anthony Aquino
Anthony Aquino (Kanada, Ontario, Mississauga, 1982. augusztus 1. –) kanadai-olasz profi jégkorongozó.

## Karrier
Komolyabb karrierjét a Merrimack College-on kezdte 1999-ben. A főiskolai csapatban 2002-ig játszott. Közben a Dallas Stars kiválasztotta őt a 2001-es NHL-drafton a harmadik kör 92. helyén. 2002–2003-ban még 14 mérkőzést játszott az OHL-es Oshawa Generalsban majd megkezdte felnőtt pályafutását az AHL-es Chicago Wolvesban. A következő szezonban mindössze két mérkőzést játszott ebben a csapatban majd ezután leküldték az ECHL-es Gwinnett Gladiatorsba. 2004 óta csak Európában játszik. Legtöbbet az olasz ligában de megfordult a német és a svéd ligában is. 2007–2009 között az olasz Pontebba csapatának volt a tagja. 2009-ben már az olasz válogatottal vívott mérkőzéseket az olimpiai kvalifikációk során. 2011-ig Olaszországban játszott. A 2011 végén kezdődő bajnoki idényt már Franciaországban kezdte.

## Karrier statisztika
| 1997–1998           | Mississauga Chargers         | OPJHL               | 50  | 10 | 13 | 23  | 14 | —  | —  | —  | —  | —  |
| 1998–1999           | Bramalea Blues               | OPJHL               | 47  | 31 | 44 | 75  | 31 | —  | —  | —  | —  | —  |
| 1999–2000           | Merrimack College            | HE                  | 36  | 15 | 14 | 29  | 12 | —  | —  | —  | —  | —  |
| 2000–2001           | Merrimack College            | HE                  | 38  | 17 | 25 | 42  | 22 | —  | —  | —  | —  | —  |
| 2001–2002           | Merrimack College            | HE                  | 36  | 24 | 20 | 44  | 20 | —  | —  | —  | —  | —  |
| 2002–2003           | Oshawa Generals              | OHL                 | 14  | 10 | 9  | 19  | 6  | —  | —  | —  | —  | —  |
| 2002–2003           | Chicago Wolves               | AHL                 | 5   | 0  | 0  | 0   | 4  | —  | —  | —  | —  | —  |
| 2003–2004           | Chicago Wolves               | AHL                 | 2   | 0  | 0  | 0   | 0  | —  | —  | —  | —  | —  |
| 2003–2004           | Gwinnett Gladiators          | ECHL                | 62  | 27 | 26 | 53  | 34 | 8  | 1  | 2  | 3  | 0  |
| 2004–2005           | Sportverein Ritten-Renon     | Serie A             | 26  | 16 | 10 | 26  | 20 | 6  | 0  | 0  | 0  | 0  |
| 2005–2006           | Adler Mannheim               | DEL                 | 48  | 2  | 5  | 7   | 33 | —  | —  | —  | —  | —  |
| 2006–2007           | Arboga IFK                   | SWE1                | 3   | 0  | 0  | 0   | 6  | —  | —  | —  | —  | —  |
| 2006–2007           | Brunico SG                   | Italy               | 19  | 9  | 14 | 23  | 6  | —  | —  | —  | —  | —  |
| 2007–2008           | Sport Ghiaccio Pontebba      | Serie A             | 31  | 18 | 12 | 30  | 34 | 5  | 2  | 7  | 9  | 0  |
| 2008–2009           | Sport Ghiaccio Pontebba      | Serie A             | 47  | 21 | 20 | 41  | 18 | —  | —  | —  | —  | —  |
| 2009–2010           | Hockey Club Valpellice       | Serie A             | 39  | 20 | 25 | 45  | 14 | 5  | 4  | 2  | 6  | 2  |
| 2010–2011           | Hockey Club Valpellice       | Serie A             | 40  | 17 | 32 | 49  | 40 | 8  | 5  | 2  | 7  | 25 |
| 2011–2012           | Grenoble Métropole Hockey 38 | Ligue Magnus        | 16  | 8  | 15 | 23  | 8  | 20 | 9  | 9  | 18 | 18 |
| Serie A Összesített | Serie A Összesített          | Serie A Összesített | 143 | 75 | 56 | 131 | 86 | 24 | 11 | 11 | 22 | 27 |